# Kill Bill Volume 1
Kill Bill Volume 1 – ścieżka dźwiękowa do filmu Kill Bill w reżyserii Quentina Tarantino. Produkcją zajął się raper RZA członek Wu-Tang Clan, a album został wydany 23 września 2003 roku.

## Lista utworów
| #                                                     | Tytuł                            | Wykonawcy                                 | Czas  |
| ----------------------------------------------------- | -------------------------------- | ----------------------------------------- | ----- |
| 1                                                     | Bang Bang (My Baby Shot Me Down) | Nancy Sinatra                             | 2:40  |
| 2                                                     | That Certain Female              | Charlie Feathers                          | 3:02  |
| 3                                                     | The Grand Duel                   | Luis Bacalov                              | 3:24  |
| 4                                                     | Twisted Nerve                    | Bernard Herrmann                          | 1:27  |
| 5                                                     | Queen of the Crime Council       | Lucy Liu Julie Dreyfus                    | 0:56  |
| 6                                                     | Ode To O-ren Ishii               | RZA                                       | 2:05  |
| 7                                                     | Run Fay Run                      | Isaac Hayes                               | 2:46  |
| 8                                                     | The Green Hornet                 | Al Hirt                                   | 2:18  |
| 9                                                     | Battle Without Honor or Humanity | Tomoyasu Hotei                            | 2:28  |
| 10                                                    | Don't Let Me Be Misunderstood    | Santa Esmeralda                           | 10:29 |
| 11                                                    | Woo Hoo                          | The 5.6.7.8's                             | 1:59  |
| 12                                                    | Crane/White Lightning            | RZA Charles Bernstein                     | 1:37  |
| 13                                                    | The Flower of Carnage            | Meiko Kaji                                | 3:52  |
| 14                                                    | The Lonely Shepherd              | Gheorghe Zamfir James Last                | 4:20  |
| 15                                                    | You're My Wicked Life            | David Carradine Julie Dreyfus Uma Thurman | 1:14  |
| 16                                                    | Ironside                         | Quincy Jones                              | 0:16  |
| 17                                                    | Super 16                         | Neu!                                      | 1:06  |
| 18                                                    | Yakuza Oren 1                    | RZA                                       | 0:22  |
| 19                                                    | Banister Fight                   | RZA                                       | 0:21  |
| 20                                                    | Flip Sting (SFX)                 | n/d                                       | 0:04  |
| 21                                                    | Sword Swings (SFX)               | n/d                                       | 0:05  |
| 22                                                    | Axe Throws (SFX)                 | n/d                                       | 0:11  |
| Utwory 20, 21 i 22 to efekty dźwiękowe użyte w filmie |                                  |                                           |       |